# キロン・ケール
キロン・ケール（Kirron Kher、1952年6月14日 - ）は、インドのヒンディー語映画で活動する女優、政治家。2014年にインド人民党からチャンディーガル選挙区に出馬し、下院議員に当選した。名前は「Kiran」「Kiron」とも表記される。

## 生い立ち
1952年6月14日にマイソール州ベンガルールで暮らすパンジャーブ人のジャート族シク教徒であるサンドゥ氏一家の娘「キラン・ターカル・シン・サンドゥ (Kiran Thakar Singh Sandhu)」として生まれ、チャンディーガルで育った。マディヤ・プラデーシュ州ジャバルプルの学校に通った後、チャンディーガルのパンジャーブ大学の演劇科に進学した。
ガウタム・ベリーと結婚していたころは「キラン・ベリー (Kiran Berry)」と名乗っており、アヌパム・ケールと再婚後は「キラン・ターカル・シン・ケール (Kiran Thakar Singh Kher)」と名乗るようになった。その後は数秘術に傾倒し、2003年に数秘術に基づき名前を「Kiran」から「Kirron」に改名し、これ以降は「キロン・ケール (Kirron Kher)」として知られるようになった。

## キャリア

### 女優

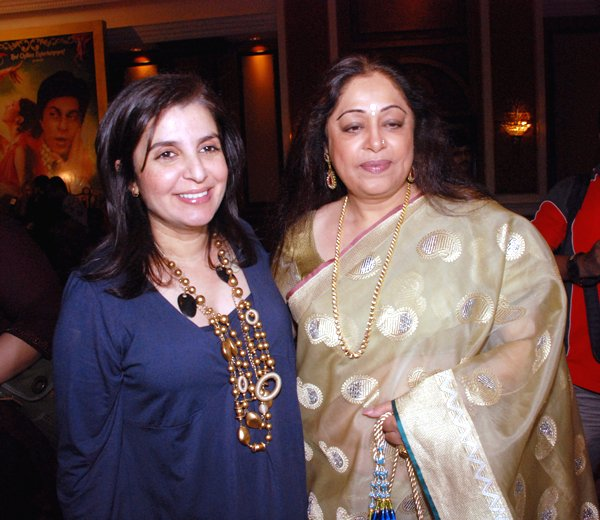
『恋する輪廻 オーム・シャンティ・オーム』のオーディオリリース・イベントに出席するキロン・ケールとファラー・カーン（2007年）

1983年にパンジャーブ語映画『Aasra Pyaar Da』で女優デビューするが、その後は1996年まで出演の機会に恵まれなかった。この間に出演したのは1987年の『Pestonjee』のみで、同作ではアヌパム・ケールと共演している。1990年代中旬に入り、ジャーヴェード・シッディーキーが脚本、フェローズ・アッバース・カーンが演出を手掛けた舞台演劇『Saalgirah』で女優業に復帰した。その後は3本のテレビ番組に出演し、ジーTVのトーク番組『Purushkshetra』では初めてオルタナティブ・セクシャリティーを議題に挙げ、女性問題について議論したことで注目を集めた。このほかにも『Kirron Kher Today』『Jagte Raho with Kirron Kher』にも出演している。
1996年にシャーム・ベネガルの『Sardari Begum』で映画に復帰し、同作で国家映画賞 審査員特別賞を受賞した。1999年に出演したリトゥポルノ・ゴーシュの『Bariwali』では批評家から高い評価を得ている。彼女は同作で国家映画賞 主演女優賞を受賞したが、これに対してキロンの吹き替えを担当したリタ・コイラールが「自分も同等に受賞する権利がある」と主張する騒動が起きた。彼女の主張に対してキロンは「台詞を発するために何時間もリハーサルを重ねた」と反論しており、最終的にリタには主演女優賞は与えられなかった。2002年にはサンジャイ・リーラー・バンサーリーの『デーヴダース』でシャー・ルク・カーン、アイシュワリヤー・ラーイ、マドゥリ・ディークシットと共演し、同作でフィルムフェア賞 助演女優賞に初めてノミネートされた。
2003年にはインド・パキスタン合作映画『静かな水』に出演した。同作ではインド・パキスタン分離独立の際にパキスタンに連れ去られた女性アーイシャー役を演じ、自分を連れ去った男と結婚し、彼の死後は村の子供たちにコーランの言葉を教えながら暮らしていたが、ムハンマド・ジア＝ウル＝ハク政権のイスラム化政策で息子がイスラム過激思想の影響を受けたことで人生が変貌する姿が描かれた。キロンは同作の演技でロカルノ国際映画祭、カラチ国際映画祭、シピエ国際映画祭、ケープタウン国際映画祭の主演女優賞を受賞し、映画もロカルノ国際映画祭の金豹賞を受賞している。また、2004年にはインディアン・フィルム・フェスティバル・ロサンゼルスで長年の女優活動を表彰され、『ER緊急救命室』に夫アヌパムと共にゲスト出演し、パーミンダ・ナーグラが演じるニーラ・ラスゴートラの母親役を演じた。2005年には『Prratima』『Dil Na Jaane Kyon』『Isi Bahane』『Chausath Panne』などのテレビシリーズに出演している。同時期には『Main Hoon Na』『Hum Tum』『ヴィールとザーラ』『Mangal Pandey: The Rising』『Fanaa』に出演し、批評家から演技を絶賛された。『Rang De Basanti』『さよならは言わないで』ではフィルムフェア賞助演女優賞にノミネートされている。2008年には『Singh Is Kinng』『Saas Bahu Aur Sensex』『Dostana』に出演し、『Dostana』ではフィルムフェア賞助演女優賞にノミネートされた。2009年には『India's Got Talent』で審査員を務めている。

### 政治家

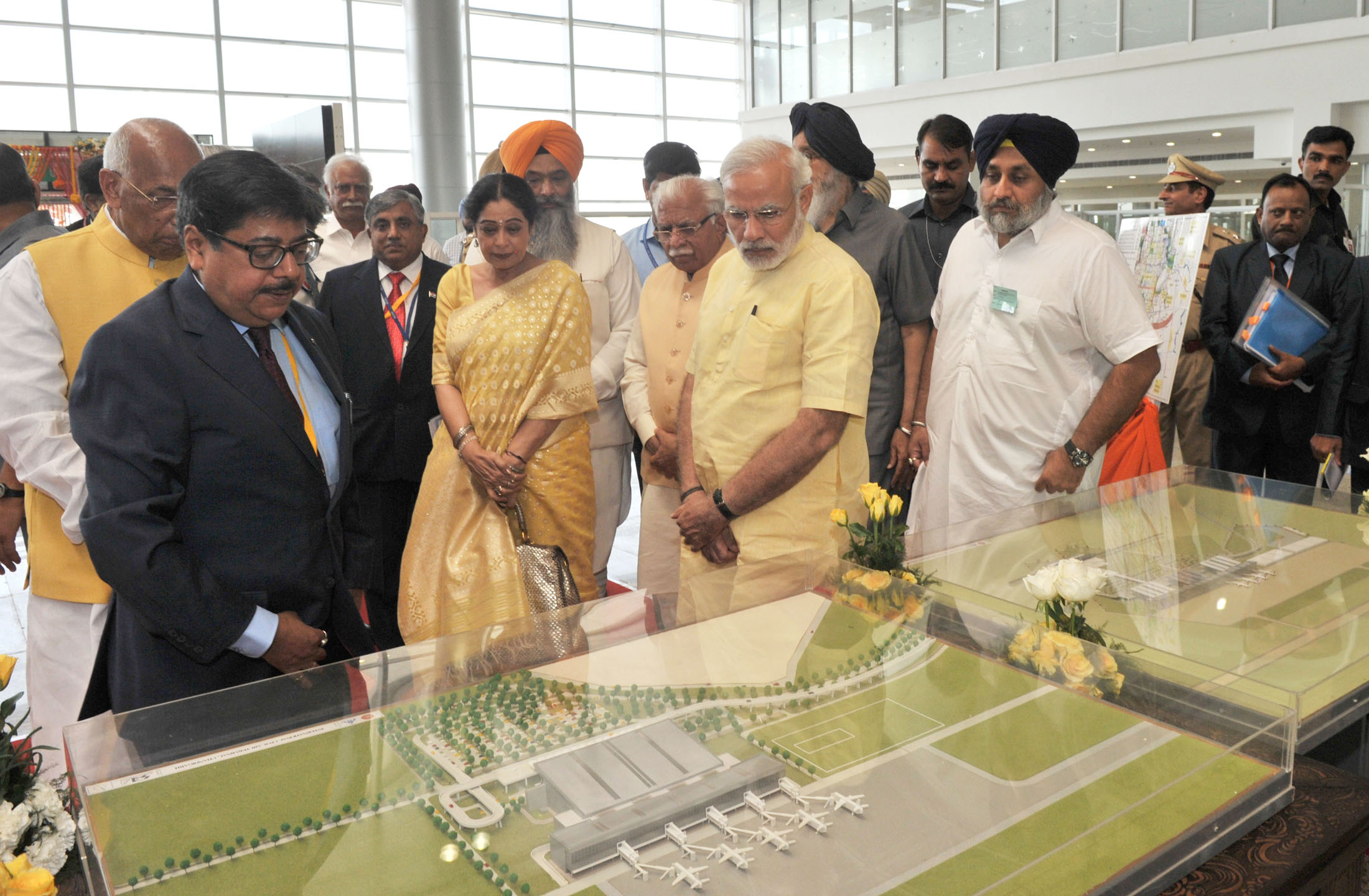
チャンディーガル空港の新ターミナル落成式に出席するナレンドラ・モディとキロン・ケール（2015年）

キロン・ケールは「Laadli（女児殺しの反対キャンペーン）」「Roko Cancer（癌の啓蒙キャンペーン）」などの社会運動に長年参加してきた。2009年にインド人民党に入党し、2011年の地方選挙ではチャンディーガルを中心に各地で選挙活動に従事した。彼女はナレンドラ・モディを首相候補者になる前から公然と支持しており、モディの首相就任後に実施された2014年インド総選挙ではチャンディーガル選挙区の下院議員候補者に選出され、現職候補者のパワン・クマール・バンサール（12万1720票）を破り19万1362票を獲得して初当選した。キロンはチャンディーガルにフィルムシティを建設することを公約に掲げており、当選後は公約実現のために同地の土地取得のために苦労したことを語っており、後にチャンディーガル政府の協力を得て、サラングプルにフィルムシティ建設用の土地を確保した。2019年インド総選挙では23万1188票を獲得し、パワン・クマール・バンサール（18万4218票）を破り再選している。

## 家族
キロン・ケールには兄が1人、妹が2人おり、兄アマルディープ・シン・サンドゥはアーティストとして活動していたが、2003年に死去した。妹カンワル・ターカル・シンはバドミントン選手として活動し、アルジュナ賞を受賞している。もう一人の妹シャランジット・カウル・シンはインド海軍の退役将校と結婚している。
1979年3月にムンバイの実業家ガウタム・ベリーと結婚し、息子シカンダルを出産する。キロンは女優の道に進むために活動していたが機会を得られず、この時期に同じように俳優として不遇の日々を過ごしていたアヌパム・ケールとの親交を深めた。彼とは大学時代に同じ演劇サークルに所属しており、『Chandpuri Ki Champabai』という舞台演劇で共演経験があった。1984年に『Saaransh』でアヌパムがブレイクし、キロンは翌1985年にガウタム・ベリーと離婚してアヌパムと再婚した。

## フィルモグラフィー

### 映画

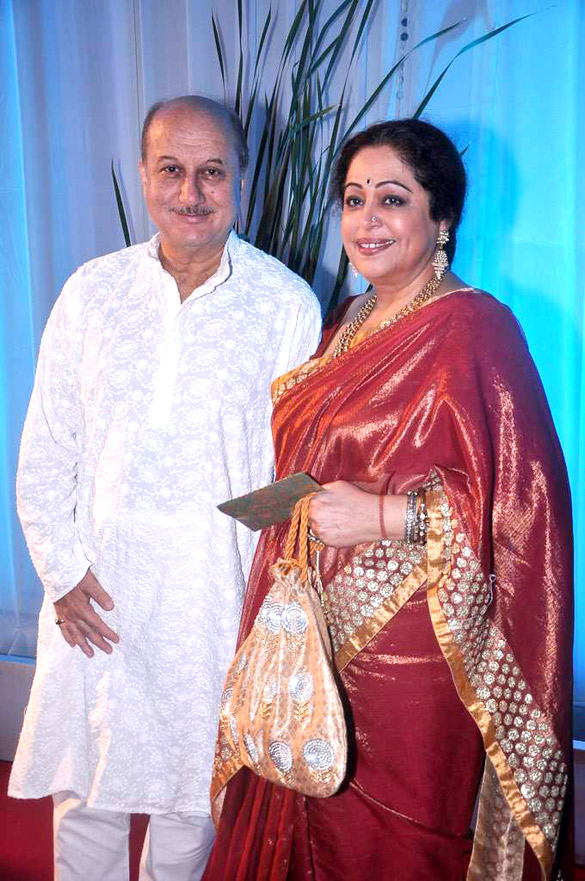
アヌパム・ケール、キロン・ケール夫妻（2012年）

- Aasra Pyaar Da（1983年）
- Pestonjee（1988年）
- Sardari Begum（1996年）
- Darmiyaan: In Between（1997年）
- Bariwali（2000年）
- Ehsaas: The Feeling（2001年）
- デーヴダース（英語版）（2002年）
- Karz: The Burden of Truth（2002年）
- 静かな水（英語版）（2003年）
- Main Hoon Na（2004年）
- Hum Tum（2004年）
- ヴィールとザーラ（英語版）（2004年）
- It Could Be You（2005年）
- Mangal Pandey: The Rising（2005年）
- Rang De Basanti（2006年）
- Fanaa（2006年）
- さよならは言わないで（英語版）（2006年）
- I See You（2006年）
- Just Married（2007年）
- Apne（2007年）
- 恋する輪廻 オーム・シャンティ・オーム（2007年）
- Singh Is Kinng（2008年）
- Saas Bahu Aur Sensex（2008年）
- Dostana（2008年）
- スタローン in ハリウッド・トラブル（2009年）
- Kurbaan（2009年）
- Alexander the Great（2010年）
- Milenge Milenge（2010年）
- Action Replayy（2010年）
- Mummy Punjabi（2011年）
- Ajab Gazabb Love（2012年）
- Total Siyapaa（2014年）
- Khoobsurat（2014年）
- Punjab 1984（2014年）

### テレビシリーズ
- Isi Bahane（1988年）
- Gubbare（1999年）[37]
- Kanyadaan（1999-2000年）
- Prratima（2004年）
- ER緊急救命室（2004年）
- India's Got Talent（2009年）

## 受賞歴
| 年                           | 部門                 | 作品名                   | 結果       | 出典       |
| 国家映画賞                   | 国家映画賞           | 国家映画賞               | 国家映画賞 | 国家映画賞 |
| ---------------------------- | -------------------- | ------------------------ | ---------- | ---------- |
| 1997年                       | 審査員特別賞         | 『Sardari Begum』        | 受賞       | [ 38 ]     |
| 2000年                       | 主演女優賞           | 『Bariwali』             | 受賞       | [ 39 ]     |
| フィルムフェア賞             |                      |                          |            |            |
| 2003年                       | 助演女優賞           | 『デーヴダース』         | ノミネート |            |
| 2007年                       | 助演女優賞           | 『さよならは言わないで』 | ノミネート |            |
| 2007年                       | 助演女優賞           | 『Rang De Basanti』      | ノミネート |            |
| 2009年                       | 助演女優賞           | 『Dostana』              | ノミネート |            |
| 国際インド映画アカデミー賞   |                      |                          |            |            |
| 2003年                       | 助演女優賞           | 『デーヴダース』         | 受賞       | [ 40 ]     |
| 2007年                       | 助演女優賞           | 『さよならは言わないで』 | ノミネート | [ 41 ]     |
| 2007年                       | 助演女優賞           | 『Rang De Basanti』      | ノミネート | [ 41 ]     |
| 2009年                       | 助演女優賞           | 『Dostana』              | ノミネート | [ 42 ]     |
| ジー・シネ・アワード         |                      |                          |            |            |
| 2003年                       | 助演女優賞           | 『デーヴダース』         | ノミネート | [ 43 ]     |
| 2007年                       | 助演女優賞           | 『Rang De Basanti』      | ノミネート | [ 44 ]     |
| スター・スクリーン・アワード |                      |                          |            |            |
| 2003年                       | 助演女優賞           | 『デーヴダース』         | ノミネート |            |
| 2005年                       | 助演女優賞           | 『Hum Tum』              | ノミネート |            |
| 2007年                       | 助演女優賞           | 『Rang De Basanti』      | 受賞       | [ 45 ]     |
| スターダスト・アワード       |                      |                          |            |            |
| 2005年                       | 助演女優賞           | 『ヴィールとザーラ』     | 受賞       |            |
| 2007年                       | 助演女優賞           | 『Rang De Basanti』      | ノミネート |            |
| 2010年                       | 助演女優賞           | 『Dostana』              | ノミネート |            |
| 2010年                       | 助演女優賞           | 『Kurbaan』              | 受賞       |            |
| 製作者組合映画賞             |                      |                          |            |            |
| 2005年                       | 助演女優賞           | 『Hum Tum』              | ノミネート |            |
| 2010年                       | 助演女優賞           | 『Kurbaan』              | 受賞       |            |
| ボリウッド映画賞             |                      |                          |            |            |
| 2003年                       | 助演女優賞           | 『デーヴダース』         | 受賞       |            |
| 2007年                       | 助演女優賞           | 『Rang De Basanti』      | 受賞       |            |
| ロカルノ国際映画祭           |                      |                          |            |            |
| 2003年                       | 女優賞               | 『静かな水』             | 受賞       |            |
| カラチ国際映画祭             |                      |                          |            |            |
| 2003年                       | 主演女優賞           | 『静かな水』             | 受賞       |            |
| ルクス・スタイル・アワード   |                      |                          |            |            |
| 2003年                       | 主演女優賞           | 『静かな水』             | 受賞       |            |
| PTCパンジャーブ映画賞        |                      |                          |            |            |
| 2010年                       | 審査員選出主演女優賞 | 『Punjab 1984』          | 受賞       |            |